# Schumacher (2021)
Schumacher ist ein deutscher Dokumentarfilm aus dem Jahr 2021 unter gemeinsamer Regie von Hanns-Bruno Kammertöns, Vanessa Nöcker und Michael Wech über den ehemaligen deutschen Automobilrennfahrer Michael Schumacher.
Der Film wurde am 15. September 2021 von Netflix anlässlich Schumachers Eintritt in die Formel 1 vor 30 Jahren veröffentlicht. Er dokumentiert Schumachers Karriere und die Rückkehr der Scuderia Ferrari zur Dominanz in den Jahren 2000 bis 2004. Kurze Interviews mit Familienangehörigen geben einen Einblick in sein Privatleben.

## Inhalt
Der Film wurde von B14 Film in Zusammenarbeit mit Schumachers Familie unter Verwendung privater Familienarchive, Formel-1-Archivmaterial und Interviews produziert. Er enthält Interviews mit Schumachers Frau Corinna, seinem Vater Rolf, seinem Bruder Ralf Schumacher, seinen Kindern Gina-Maria Bethke und Mick Schumacher, mit seinem Manager Willi Weber sowie mit prominenten Persönlichkeiten der Formel 1, darunter Jean Todt, Bernie Ecclestone, Sebastian Vettel, Mika Häkkinen, Damon Hill, David Coulthard und Flavio Briatore.
Die Doku enthüllt unter anderem, dass Schumacher in seiner frühen Kartsport-Karriere auf geborgten Reifen Rennen gefahren ist, nach Ayrton Sennas Tod an Schlaflosigkeit gelitten hat und kurz vor seinem Unfall im Jahr 2013 erwogen hatte, in Dubai Fallschirm zu springen, anstatt in Méribel Ski zu fahren.

## Rezeption
Der Film erhielt gemischte Kritiken und erreichte eine Punktzahl von 7,6 von IMDb und 55 % von Rotten Tomatoes. Der Guardian stellt fest, dass der Film „einzigartige Einblicke“ in Schumachers persönliches Leben und seine Kämpfe biete, bevor er zum Fazit kommt, dass er „wenig Details“ aufzeige und „etwas steril“ sei.
Das Lexikon des internationalen Films vergibt zwei von fünf Sternen. Es resümiert, dass der Film „seine stärksten Momente […] in emotional anrührenden Beiträgen seiner [Schumachers] Familie“ habe und bemängelt, dass negative Aspekte seines Fahrstils und Informationen zu seinem Zustand nach dem fatalen Skiunfall 2013 ausgespart blieben.